# Сідней (Мен)
Сідней (англ. Sidney) — місто (англ. town) в США, в окрузі Кеннебек штату Мен. Населення — 4645 осіб (2020).

## Демографія
Згідно з переписом 2010 року, у місті мешкало 4208 осіб у 1607 домогосподарствах у складі 1196 родин. Було 1850 помешкань
Расовий склад населення:
| - 98,0 % — білих - 0,3 % — корінних американців - 0,3 % — азіатів - 0,1 % — чорних або афроамериканців |

До двох чи більше рас належало 1,0 %. Частка іспаномовних становила 0,7 % від усіх жителів.
За віковим діапазоном населення розподілялося таким чином: 24,0 % — особи молодші 18 років, 64,8 % — особи у віці 18—64 років, 11,2 % — особи у віці 65 років та старші. Медіана віку мешканця становила 41,4 року. На 100 осіб жіночої статі у місті припадало 101,6 чоловіків;  на 100 жінок у віці від 18 років та старших — 100,0 чоловіків також старших 18 років.
Середній дохід на одне домашнє господарство  становив 70 841 долар США (медіана — 60 371), а середній дохід на одну сім'ю — 79 018 доларів (медіана — 70 550). Медіана доходів становила 48 729 доларів для чоловіків та 39 105 доларів для жінок. За межею бідності перебувало 9,3 % осіб, у тому числі 8,3 % дітей у віці до 18 років та 8,4 % осіб у віці 65 років та старших.
Цивільне працевлаштоване населення становило 2185 осіб. Основні галузі зайнятості: освіта, охорона здоров'я та соціальна допомога — 22,1 %, публічна адміністрація — 14,1 %, роздрібна торгівля — 12,0 %.